# Liste der Kulturdenkmäler in Eschenburg
Die folgende Liste enthält die in der Denkmaltopographie ausgewiesenen Kulturdenkmäler auf dem Gebiet  der Gemeinde Eschenburg, Lahn-Dill-Kreis, Hessen.
Hinweis: Die Reihenfolge der Denkmäler in dieser Liste orientiert sich zunächst an Ortsteilen und anschließend der Anschrift, alternativ ist sie auch nach der Bezeichnung, der vom Landesamt für Denkmalpflege vergebenen Nummer oder der Bauzeit sortierbar.
Kulturdenkmäler werden fortlaufend im Denkmalverzeichnis des Landes Hessen durch das Landesamt für Denkmalpflege Hessen auf Basis des Hessischen Denkmalschutzgesetzes (HDSchG) geführt. Die Schutzwürdigkeit eines Kulturdenkmals hängt nicht von der Eintragung in das Denkmalverzeichnis des Landes Hessen oder der Veröffentlichung in der Denkmaltopographie ab.

## Kulturdenkmäler nach Ortsteilen

### Eibelshausen
| Bild            | Bezeichnung         | Lage                                                                  | Beschreibung | Bauzeit | Objekt-Nr. |
| --------------- | ------------------- | --------------------------------------------------------------------- | --- | ------- | ---------- |
| Bahnhof         | Bahnhof             | Berliner Straße 1 LageFlur: 25, Flurstück: 83/6                       | Auf einem Typenentwurf beruhendes Bahnhofsgebäude der 1892 errichteten Dietzhölztal-Linie. Der Bau ist mit sehr schönen Details, wie der kunstvollen Verschieferung, senkrechte Verbreiterung, dem Freigespärre oder der Überdachung des Eingangs, versehen. Kulturdenkmal aus geschichtlichen und künstlerischen Gründen. | 1892    | 132713 DDB |
| Doppelhofanlage | Doppelhofanlage     | Dammstraße 2, Dammstraße 3 LageFlur: 18, Flurstück: 179/1, 272/181    | Stattliche Doppelhofanlage, errichtet in der Zeit um 1800. Zur Dietzhölze das in Fachwerk errichtete, verkleidete Wohngebäude mit Krüppelwalmdach. Die in ihrem Gefüge ungestörten Fachwerkscheunen schließen den Hofbereich rückwärtig ab. Kulturdenkmal aus geschichtlichen Gründen. | Um 1800 | 132711 DDB |
| weitere Bilder  | Evangelische Kirche | Kirchstraße, Dietzhölze (Gew II) LageFlur: 17, Flurstück: 134/4, 33/6 | 1776–77 errichteter Saalbau mit Mansarddach und hohem gestaffeltem Haubendachreiter. Der Bau wurde 1974 nach Osten und Westen erweitert. Im Inneren sehr schöne dreiseitig umlaufende Empore auf Holzsäulen, die auf die im Osten befindliche Nische (Umbau 1974) orientiert sind, in der sich die Orgel von 1893 und die Kanzel mit Schalldeckel von 1755 befindet. Auf der Spiegeldecke befinden sich zwei größere Rundbilder, auf dem Boden ist Steinpflaster ährenförmig verlegt. Kulturdenkmal aus geschichtlichen und künstlerischen Gründen. | 1776–77 | 132712 DDB |

### Eiershausen
| Bild            | Bezeichnung                  | Lage                                                            | Beschreibung | Bauzeit   | Objekt-Nr. |
| --------------- | ---------------------------- | --------------------------------------------------------------- | --- | --------- | ---------- |
| Bild gesucht BW |                              | Dorfstraße 1 LageFlur: 2, Flurstück: 39/3                       | |           | 132719 DDB |
| Bild gesucht BW |                              | Dorfstraße 2 LageFlur: 1, Flurstück: 1                          | |           | 133239 DDB |
| Bild gesucht BW |                              | Dorfstraße 15, Dorfstraße 13 LageFlur: 1, Flurstück: 107, 109/1 | |           | 132721 DDB |
| Bild gesucht BW |                              | Dorfstraße 16 LageFlur: 1, Flurstück: 28                        | |           | 172148 DDB |
| Bild gesucht BW |                              | Dorfstraße 20 LageFlur: 1, Flurstück: 97/1                      | |           | 132715 DDB |
| Bild gesucht BW |                              | Gasse 1 LageFlur: 2, Flurstück: 33                              | |           | 133265 DDB |
| Bild gesucht BW |                              | Gasse 2, Gasse 4 LageFlur: 1, Flurstück: 117, 118               | |           | 132720 DDB |
| Bild gesucht BW | Gesamtanlage                 | Gesamtanlage Historischer Ortskern Lage                         | |           | 132714 DDB |
| Bild gesucht BW |                              | Müllerhof, Schwarzebach LageFlur: 1, Flurstück: 41/1, 43, 62/1  | |           | 132724 DDB |
| Bild gesucht BW |                              | Müllerhof 1 LageFlur: 1, Flurstück: 101                         | |           | 132717 DDB |
| Bild gesucht BW |                              | Müllerhof 3 LageFlur: 1, Flurstück: 100/2                       | |           | 132716 DDB |
| Bild gesucht BW | Laufbrunnen                  | Schwarzbachstraße LageFlur: 2, Flurstück: 74/4                  | |           | 132723 DDB |
| Bild gesucht BW | Schule mit 2 Lehrerwohnungen | Schwarzbachstraße 9 LageFlur: 2, Flurstück: 97/2                | |           | 133266 DDB |
| weitere Bilder  | Evangelische Kirche          | Schwarzbachstraße 25 LageFlur: 2, Flurstück: 47                 | Erbaut von Eberhard Philipp Wolff zwischen 1824 und 1827. Die Kirche ist ein fast quadratischer Saalbau mit Dachreitern in der Mitte des Walmdachs. Die Kanzel mit verziertem Schalldeckel stammt aus der Mitte des 18. Jahrhunderts. | 1824–1827 | 132722 DDB |

### Hirzenhain
| Bild            | Bezeichnung         | Lage                                                                 | Beschreibung                                                                                            | Bauzeit       | Objekt-Nr. |
| --------------- | ------------------- | -------------------------------------------------------------------- | --- | ------------- | ---------- |
| Bild gesucht BW | Fachwerkwohnhaus    | Hirzenhainer Straße 32 LageFlur: 4, Flurstück: 190                   | Fachwerkwohnhaus                                                                                        | Um 1700       | 132727 DDB |
| Bild gesucht BW | Alte Schule         | Hirzenhainer Straße 38 LageFlur: 1, Flurstück: 317                   | Ehemaliges Schulgebäude, ehemaliges Rathaus mit Backhaus, ehemaliges Feuerwehrhaus. Heute Gemeindehaus. | Um 1900       | 133292 DDB |
| weitere Bilder  | Evangelische Kirche | Hirzenhainer Straße 38 LageFlur: 1, Flurstück: 317                   | Evangelische Kirche                                                                                     | 1725 erneuert | 132726 DDB |
| Bild gesucht BW | Fachwerkeinhaus     | Hirzenhainer Straße 49 LageFlur: 4, Flurstück: 64                    | Fachwerkeinhaus                                                                                         | Vor 1750      | 132725 DDB |
| Bild gesucht BW | Eisenbahnbrücke     | Industriestraße LageFlur: 11, Flurstück: 28, 29, 31                  | Dreibogige Natursteinbrücke                                                                             | 1910          | 161967 DDB |
| Bild gesucht BW | Fachwerkwohnhaus    | Johannesgasse 3 LageFlur: 4, Flurstück: 115                          | Fachwerkwohnhaus                                                                                        | Vor 1750      | 132728 DDB |
| Bild gesucht BW | Hofanlage           | Johannesgasse 11, Johannesgasse LageFlur: 4, Flurstück: 101/1, 101/3 | Kleine zweiseitige Hofanlage.                                                                           | 1670 Scheune  | 132729 DDB |
| Bild gesucht BW | Fachwerkscheune     | Rehgasse LageFlur: 4, Flurstück: 219                                 | Fachwerkscheune                                                                                         | 1743          | 132730 DDB |

### Roth
| Bild            | Bezeichnung         | Lage                                             | Beschreibung                                                                        | Bauzeit                           | Objekt-Nr. |
| --------------- | ------------------- | ------------------------------------------------ | ----------------------------------------------------------------------------------- | --------------------------------- | ---------- |
| Bild gesucht BW |                     | Alte Schulstraße 2 LageFlur: 1, Flurstück: 113/2 |                                                                                     |                                   | 132732 DDB |
| Bild gesucht BW |                     | An der Kirche 1 LageFlur: 1, Flurstück: 159      |                                                                                     |                                   | 132733 DDB |
| weitere Bilder  | Evangelische Kirche | An der Kirche 2 LageFlur: 1, Flurstück: 166      | Kleiner Fachwerkbau mit teilweise verputztem und teilweise verschiefertem Fachwerk. |                                   | 132734 DDB |
| Bild gesucht BW | Gesamtanlage        | Gesamtanlage Historischer Ortskern Lage          |                                                                                     |                                   | 132731 DDB |
| Bild gesucht BW | Jüdischer Friedhof  | Lindenstraße LageFlur: 1, Flurstück: 114/1       | Jüdischer Friedhof                                                                  | Um 1700, aktive Belegung bis 1809 | 172149 DDB |
| Bild gesucht BW |                     | Lindenstraße 1 LageFlur: 1, Flurstück: 154/2     |                                                                                     |                                   | 132735 DDB |

### Simmersbach
| Bild                | Bezeichnung         | Lage                                               | Beschreibung | Bauzeit | Objekt-Nr. |
| ------------------- | ------------------- | -------------------------------------------------- | ------------ | ------- | ---------- |
| Bild gesucht BW     |                     | Altstraße LageFlur: 2, Flurstück: 174/1            |              |         | 132736 DDB |
| Bild gesucht BW     |                     | Altstraße 5 LageFlur: 2, Flurstück: 7              |              |         | 132737 DDB |
| Bild gesucht BW     |                     | Altstraße 7 LageFlur: 1, Flurstück: 3              |              |         | 132738 DDB |
| Bild gesucht BW     |                     | Biedenkopfer Straße 23 LageFlur: 2, Flurstück: 23  |              |         | 132739 DDB |
| Bild gesucht BW     |                     | Biedenkopfer Straße 29 LageFlur: 2, Flurstück: 44  |              |         | 132740 DDB |
| Bild gesucht BW     |                     | Biedenkopfer Straße 35 LageFlur: 2, Flurstück: 70  |              |         | 132741 DDB |
| Evangelische Kirche | Evangelische Kirche | Biedenkopfer Straße 50 LageFlur: 2, Flurstück: 4/1 |              |         | 132742 DDB |